# Dolichonyx
Dolichonyx là một chi chim trong họ Icteridae.